# Teresa Gil de Vidaure
Teresa Gil de Vidaure (Navarra, p. m. s. xiii – València, 15 de juliol de 1285) fou una dama navarresa, tercera muller de Jaume I d'Aragó i fundadora del monestir de la Saïdia de València.
Filla de Juan de Vidaure i de la seva esposa Toda Garcés d'Azagragermana, es casà en primeres núpcies amb Sancho Pérez de Lodosa, de qui enviudà al cap de poc temps. El 1255, inicià una relació amb Jaume I, que li prometé matrimoni i li atorgà el castell de Xèrica i, més tard, el senyoriu d'Alcubles. D'aquesta unió nasqueren dos fills, Jaume de Xèrica i Pere d'Ayerbe, legitimats pel papa Climent IV.
El 1265, Teresa contragué lepra i fou abandonada per Jaume I, que intentà casar-se amb Berenguela Alonso de Molina en contra de les lleis canòniques. Teresa es retirà al convent de la Saïdia, fundat per ella mateixa, on visqué com a monja fins a la seva mort, el 1285, i on fou enterrada. Tot i no ser coronada reina consort, destaca el vincle que mantingué amb Jaume I durant dècades.

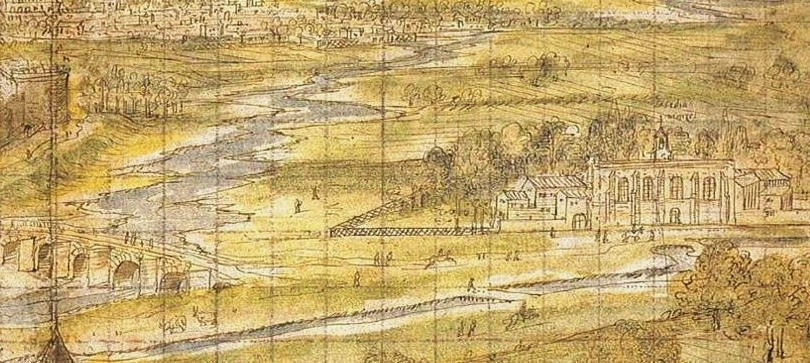
Monestir de la Saïdia a la vista de València el 1563, per Anton van den Wyngaerde